# Tsubasa Reservoir Chronicle
Tsubasa: Reservoir Chronicle ou Tsubasa: Crônicas de Sakura (ツバサ - RESERVOIR CHRoNICLE -, Tsubasa Rezaboa Kuronikuru), literalmente Asas: Reservatório de Crônicas é um mangá produzido pelo grupo CLAMP. Era lançado semanalmente na revista Weekly Shōnen Magazine, desde 2003, até a sua conclusão em 2009.
Um dos grandes destaques desta série são os crossovers, aparições de personagens de outros mangás e animes do grupo CLAMP, ao longo dos mundos percorridos. Porém, eles não são os mesmos de suas histórias e sim versões equivalentes numa outra dimensão. A única exceção são os personagens de xxxHOLiC, uma vez que os dois mangás tratam da mesma história.
Teve uma adaptação para anime chamada Tsubasa Chronicle (ツバサ・クロニクル, Tsubasa Kuronikuru), feito pelo estúdio de animação BeeTrain, contando com 52 episódios, divididos em duas temporadas (26 episódios cada uma), entre 2005 e 2006. Em Portugal, o anime se chama Tsubasa: As Crónicas de Sakura e já foi exibido no Animax, assim como o respectivo filme na versão original, em 2008, e foi transmitido pelo Panda Biggs, dublado em português, assim como o seu filme, com dublagem em espanhol.

## História
Num reino chamado Clow (玖楼国, Kurō-koku), vivia a Princesa Sakura, que era apaixonada por um dos seus súditos, o seu amigo de infância Li Syaoran. Ele é arqueólogo, e assim como o seu pai, Fujitaka Kinomoto, trabalha numa escavação arqueológica nas ruínas do reino. Um dia, a Princesa Sakura visita as escavações, com o propósito de declarar o seu amor a Syaoran. Porém, ela é atraída por um símbolo no chão, com o qual havia sonhado anteriormente, e ao tocá-lo, fica inconsciente e começam a surgir asas nas suas costas. Essas asas são dispersadas, e as penas, que representavam seu coração e alma junto com as suas memórias, são espalhadas por várias dimensões. Sem elas, a Princesa se torna um "recipiente vazio", e corre risco de perder a vida. Para salvá-la, o sumo-sacerdote do reino, Yukito, envia-a junto com Syaoran, à Bruxa das Dimensões, Yuuko.
Lá, Syaoran, encontra duas pessoas que também haviam chegado de dimensões diferentes: o mago Fay D. Flourite, que pede à Bruxa para viajar para outros mundos e não voltar ao seu mundo original Celes (セレス国, Seresu), e o ninja Kurogane, que quer voltar ao seu mundo (o Japão Feudal, "Nihon", 日本国, governado pela Princesa Tomoyo). Já Syaoran, pediu o poder para cruzar as dimensões, para conseguir recuperar as memórias da Princesa Sakura. Yuuko explica que não pode conceder os três desejos, porém, se os três viajarem juntos, eles podem dividir o pagamento. Yuuko pede o que é mais importante de cada um deles: de Kurogane, a sua espada, Ginryuu, de Fay, a sua tatuagem nas costas, e de Syaoran, as lembranças que a Princesa tinha dele. Ou seja, mesmo que fossem recuperadas todas as penas da Princesa, esta nunca se lembraria dele e do relacionamento que eles tiveram. O preço de Sakura para viajar as dimensões são as suas memórias de Syaoran, por ele ser a sua pessoa mais preciosa. Os três aceitam os pagamentos impostos, e a Bruxa entrega-lhes Soel (Mokona branco), uma criatura que tem o poder de cruzar as dimensões, enquanto o Larg (Mokona negro) fica com a Bruxa para comunicação com o outro Mokona. os dois foram criados por Yuuko e o Mago Clow prevendo que esse dia chegaria.
Antes de partirem, Yuuko reforça a ideia de que viajar pelas diversas dimensões é uma tarefa difícil. As pessoas que cada um conheceu no seu mundo, podem ter vidas completamente diferentes em outros mundos. Existem lugares que vivem em guerras e outros onde os seus costumes podem ser incompreendidos. Dito isso, Mokona teletransporta  Syaoran, Sakura, Fay e Kurogane para outra dimensão, iniciando a sua jornada para recuperar as memórias da Princesa.

### xxxHOLiC
Tsubasa Reservoir Chronicle e xxxHOLiC não contam a mesma história, porém, estão interligadas em vários pontos. O primeiro mostra a jornada de Syaoran e do seu grupo, enquanto o segundo mostra a Bruxa das Dimensões, Ichihara Yuuko, e a história do seu jovem empregado Kimihiro Watanuki. É comum que personagens de um mangá apareçam frequentemente no outro. A princípio, não é necessário que se acompanhe os dois, porém, com o desenvolvimento das histórias, as conexões crescem e lê-los juntos se torna quase indispensável, uma vez que há explicações em um, sobre algo que aconteceu no outro, principalmente nas vezes que Yuuko explica o que está acontecendo no mundo paralelo onde Syaoran Li e os outros estão. As histórias ficam ainda mais conectadas com o despertar do Syaoran Original.
Apesar do anime de Tsubasa Chronicle mostrar diversas vezes os personagens de xxxHOLiC, o mesmo não ocorre com o anime deste, exceto pequenas "citações". Porém, os filmes de ambos possuem ligações e as últimas OAD/OVA lançadas, de ambos, estão interligadas (Tsubasa Shunraiki e xxxHOLiC Shunmuki).
Existe uma série de Dramas criados pelo grupo CLAMP, intitulada Horitsuba Gakuen, que apresenta os personagens de Tsubasa e xxxHOLiC num universo alternativo, onde eles estudam na mesma escola e têm como professores Yuuko, Fay, e Kurogane. Foram lançados até agora três Dramas, com os mesmos seiyuus do anime, e dois Omakes.

## Personagens

### Syaoran
Em japonês: 小狼.
significa "Pequeno Lobo" (Devido à dublagem/dobragem de Card Captors Sakura, o seu nome foi adaptado para Shaoran nos EUA e em Portugal  e para Shoran no Brasil).
Mangá/Animê de origem: Card Captor Sakura
Filho adotivo de Fujitaka, um arqueólogo do Reino de Clow. Syaoran quando criança, era sério e quase não falava com as pessoas. Esse comportamento pode ser atribuído ao fato de que ele não lembrava de nada de seu passado antes de ser adotado. Porém, após conhecer a Princesa Sakura, Syaoran pouco a pouco mudou, contagiado pelo espírito alegre dela, que se esforçava para ajudá-lo a esquecer esse lado triste de sua vida. Logo, os dois desenvolveram um carinho muito grande, além da amizade. Após a morte de seu pai, durante uma escavação na ruínas de Clow, Sakura se tornou a pessoa mais importante para ele.
Syaoran compartilha a mesma paixão pela arqueologia que seu pai, e por isso continuou o trabalho dele nas ruínas, até o dia em que Sakura foi visitá-lo e teve suas memórias dispersas, por Fei Wong Reed. Para salvá-la, Syaoran é enviado à Feiticeira das Dimensões, Yuuko. Ela explica que para recuperar as penas de Sakura, ele deve viajar pelas diversas dimensões. Porém, o preço é muito alto e será dividido com outros dois que também tem desejos parecidos, Fay e Kurogane. Yuuko pede como pagamento de Syaoran aquilo que é mais especial para ele: a relação que ele tinha com a princesa, ou seja, as lembranças que Sakura tinha dele. Ele aceita e recebe Mokona, que os leva para sua jornada.
No Mundo de Outo, Kurogane observa que Syaoran tem o olho direito cego (por isso lutava usando as pernas, pois as chances de errar o alvo são menores). O garoto então, pede sua ajuda para aprender a lutar com uma espada. Kurogane ensina também a Syaoran como controlar seus reflexos enquanto luta, que são menos desenvolvidos no lado esquerdo de seu corpo. É assim que ele adquire a Hien, espada que o acompanha durante o resto da história.
Durante a jornada, Syaoran sonha com alguém exatamente igual a ele. Com o aumento da frequência desses sonhos, ele passa também a sofrer espécies de alucinações relacionadas aos seus olhos, que estão sempre ligadas a um garoto aprisionado em um tubo. Quem está aprisionado na verdade é o Syaoran original e quem acompanha Sakura na verdade pelas dimensões é uma cópia do descendente de Clow Reed, Syaoran Li que foi aprisionado porque sabia das verdadeiras intenções de Fei Wong Reed. No arco de Tokyo e no OVA (Tokyo Revelations) quando Syaoran Li desperta do tubo em que esta aprisionado, o Syaoran que esta ao lado de Sakura, Kurogane e Fay perde o coração, pois o rompimento do selo da prisão significa a volta do coração para o Syaoran original. O coração do clone foi dado pelo original após a clonagem, Syaoran Li arranca seu olho e o transforma em um coração implantando em Syaoran, Fei Wong Reed não consegue desfazer tal magia por isso continua com o clone para almejar seu desejo e prosseguir com o seu plano, escolhendo o dia a hora e o lugar para que o clone fosse adotado por Fujitaka. Após a quebra do selo, o Syaoran original é duplamente transportado (primeiro por Xing Huo depois por Yuuko) para chegar em Tokyo. Syaoran clone perde seu coração que foi dado, e a partir desse momento apenas a criação de Fei Wong Reed se manifesta presente e seu objetivo máximo é resgatar todas as penas custe o que custar. Ele arranca e come o olho esquerdo de Fay para absorver o seu poder, nesse momento o Syaoran original aparece e diz que se não houvesse um coração no clone (que deveria ter sido formado mesmo com metade do coração do original) ele mesmo o mataria. Começa uma luta entre o clone e o original, e no momento do golpe final do original, Sakura implora para que não o mate, Syaoran clone atravessa com Hien na perna do original e em seguida recupera uma pena e foge para outra dimensão guiado por Fei Wong Reed. A jornada segue sem o clone e o mesmo se tornando um antagonista, o objetivo da jornada passa a ser outro, não mais recuperar as penas espalhadas, Sakura quer recuperar o coração perdido do clone e o objetivo do Syaoran de agora é recuperar "algo" e proteger Sakura.
No arco de Nihon, Syaoran original é teletransportado para o Mundo dos Sonhos onde Sakura está aguardando pela chegada do clone por haver uma pena dentro desse mundo. Quando o original chega, ele encontra Sakura e Kimihiro Watanuki , no mesmo instante o clone também entra no mundo dos sonhos, Watanuki  começa a despertar do sonho (Watanuki tem o poder de atravessar os sonhos enquanto dorme, assim como a Princesa Tomoyo eles são Yumemi) então Syaoran original pede para Watanuki não desaparecer e revela que eles dois são a mesma existência, Watanuki  não escuta o final da frase. Começa uma nova batalha entre o original e o clone. O clone quer tomar a pena que permitiu que o Syaoran original entrasse no mundo dos sonhos (a pena que estava na posse de Seishirou em Outo) e então, Sakura e os dois Syaorans são teletransportados para Nihon onde os outros estavam aguardando, e no exato momento em que os dois tentam tocar a pena com as suas espadas atravessadas, o clone acaba assassinando Sakura que havia entrado na frente do golpe. É revelado que Sakura também era um clone, porém seu corpo e seu coração foram clonados da original. Syaoran clone some após a morte de Sakura, o original e os outros vão para o Reino de Clow onde Fei Wong Reed esta localizado.
Ao chegar no Reino de Clow, Syaoran conta a sua história para Fay e Kurogane, um dia ele foi enviado para o Reino de Clow pela feiticeira das dimensões para conhecer alguém que estava esperando por ele. Essa pessoa é a Sakura original que acaba sendo amaldiçoada por Fei Wong com um selo de morte. Para salvar a vida de Sakura durante seu décimo quarto aniversário Syaoran rebobina o tempo com o objetivo de impedir que o selo fosse colocado em Sakura, causando distorções no espaço e no tempo, o preço pago por isso foi a sua liberdade e seu tempo por isso ele estava aprisionado. Várias distorções foram criadas, o rei e a rainha que sabiam dos planos de Fei Wong foram os mais afetados, a rainha Nadeshiko faleceu e o rei Fujitaka se tornou um mero arqueólogo e para preencher o vazio do rei, Clow Reed deixou o seu próprio mundo e foi para o Reino de Clow. Para preencher o vazio de Syaoran (já que ele deveria pagar o preço aprisionado), outra distorção foi criada, Kimihiro Watanuki, sendo ele mesmo o próprio Syaoran criado para preencher a lacuna deixada pelo preço que estava sendo pago. Watanuki paga com suas memórias para que no futuro Syaoran possa ser transportado para o Reino de Clow, sem lembrar seu próprio nome ou o nome dos seus pais. Assim Fei Wong  Reed coloca os clones onde eles deveriam estar e segue com seu plano de dispersar as penas de Sakura. Após contar sua história Syaoran clone aparece e começa a última batalha entre os dois Syaorans, o clone vence já que sua magia proveniente de Fay cresceu significativamente. Quando Fei Wong Reed tenta matar Syaoran com uma espada, o clone se joga na frente, recebendo o golpe no lugar. Antes de morrer, ele devolve os poderes que roubou de Fay, e diz que queria ter ouvido as últimas palavras de Sakura, pedindo perdão para todos mostrando que seu coração foi recuperado, provavelmente após a morte dela.
Yuuko no momento da sua morte revive Syaoran clone e Sakura clone, pois como ambos eram "criações", poderiam renascer. O preço por dar vida aos dois clones são: o poder remanescente de Clow Reed, pela vida de Syaoran (Clow viu o futuro antes da sua morte e deixou o preço pago antes de morrer), e pela vida de Sakura, Yuuko revela que um dos motivos da loja ter sido criada é para que todos os itens que ela pegou como preço por realizar desejos fossem o pagamento para dar vida a ela, assim Yuuko termina sua missão e morre após seu tempo voltar a correr. Então ambos são enviados a outro mundo (que por sinal é o mesmo mundo de Yuuko porém em outro tempo, nesse tempo Yuuko ainda esta viva), mas são avisados que por não ser fácil dar vida a alguém, irão ter todas as suas memórias de quando viveram como clones, as alegres e as dolorosas, e que irão viver aquele momento mais uma vez. Nesse mundo eles se casam e tem um filho. Graças a distorção do tempo e espaço que Fei Wong Reed causou (na verdade essa distorção começou com Clow Reed quando desejou que Yuuko não morresse congelando o tempo dela, Fei Wong é o desejo de Clow que se materializou), esse filho na verdade é o Syaoran original (isso mesmo, ele é filho de seu próprio clone) que é enviado para o Reino de Clow onde encontra a Sakura original. Os dois clones conseguem voltar para o tempo e para o espaço que estavam antes de morrer, após pagarem o preço de nunca mais se tocarem no momento em que o seu filho é enviado para o Reino de Clow, com o objetivo de ajudar os originais Syaoran e Sakura a derrotar Fei Wong, restaurando a lógica do tempo e do espaço que o mesmo destruiu. Após a morte de Fei Wong, ambos desaparecem novamente pois são frutos da distorção do tempo e do espaço e "retornam" para os corpos de Sakura e Syaoran em forma de penas.
Syaoran continua a jornada junto a Fay, Kurogane e Mokona, pois Syaoran acaba se tornando uma existência que não deveria existir, já que seus pais que eram os clones que nunca existiram com a lógica do tempo restaurada. O preço pela sua existência é continuar a sua jornada, enquanto o preço de Watanuki (já que os dois são a mesma existência) é ficar sempre no mesmo lugar, ele fica na loja após a morte de Yuuko exercendo o trabalho que era dela.

### Sakura Kinomoto
Em japonês: サクラ.
Mangá/Animê de origem: Card Captor Sakura
A jovem princesa do país de Clow, tem um poder cobiçado, embora não saiba disso. Ela corre grande perigo quando, nas escavações no deserto do país de Clow, estranhos acontecimentos a fazem perder sua memória, despedaçada em inúmeros fragmentos espalhados por outros planos na forma de penas. Sakura pode morrer se suas memórias não forem recuperadas, e para isso ela conta, a princípio, apenas com Syaoran. Juntos, eles viajam pelas dimensões em busca das penas que contêm suas memórias, apesar de uma lacuna ficar sempre em sua mente: ela nunca se lembrará de Syaoran.
No início, Sakura está sempre fraca e desmaiando, pois ainda não tem penas suficientes para mantê-la acordada. Porém, seu comportamento muda após o Arco de Tokyo. Ela amadurece diante dos acontecimentos e sua doçura e fragilidade dão lugar a força, coragem e determinação, necessárias para enfrentar uma jornada que se torna cada vez mais difícil.
Sakura pode ver o futuro através de sonhos. Seu aniversário é 1 de abril, o mesmo de Watanuki (protagonista de xxxHOLiC) e o mesmo que escolheu para ser o de Syaoran (clone), já que este não se lembrava do seu. Mais para frente no mangá, é apunhalada com um golpe de espada por Fay (que estava em estado de transe), tendo assim, seu corpo separado de sua alma. Depois é morta pelo clone de Syaoran, enquanto tentava proteger o original. Antes de morrer ela revela que também é um clone (mas, diferente de Syaoran que teve apenas o corpo clonado, Sakura teve o corpo e a alma clonados). A verdadeira Sakura esta presa dentro de uma espécie de fenda do tempo, pois Fei Wong havia colocado um selo da morte em seu corpo e quando esse cobrisse todo seu corpo ela morreria, então sua mãe, a sacerdotisa do reino, havia parado o tempo para salvar a filha. Syaoran(o "verdadeiro") havia sido mandado por Yuuko para o Reino de Clow sete dias antes do sétimo aniversario da princesa, pois sua mãe (que depois é revelado ser o clone da princesa) havia dito a ele que havia alguém que o esperava em outro mundo. No aniversario dela, Fei Wong à amaldiçoou com um selo de morte, e Syaoran decidiu ficar no reino e fazer todo o possível para salvar Sakura. Com o tempo, ambos se apaixonaram. Sete anos se passaram e Syaoran não encontrou uma solução para a maldição, no momento da morte de Sakura a sacerdotisa e rainha Nadeshiko parou o tempo com sua magia, Syaoran desejou voltar no tempo e teve o desejo "atendido" por Fei Wong, com isso o tempo foi rebobinado.
A fenda no tempo em que a verdadeira Sakura estava "congelada" começa a seguir o seu fluxo novamente, seu corpo se fundiu com o corpo da Sakura clone (seu corpo e alma foram separados ficando apenas um recipiente vazio, contendo as memórias do corpo que Fei Wong Reed precisava para quebrar a lógica do tempo e do espaço) e Syaoran consegue livra-la do selo de morte. Com isso, mais uma vez a lógica é quebrada, pois o destino de Sakura era ter esse selo. Tudo se passa dentro das ruinas de Clow onde existe um grande lago em seu interior, é revelado que existe uma pena de Sakura no fundo desse lago que não pode ser sentida por nenhuma magia, isto é, esta pena foi deixada para trás pela propria Sakura em Tokyo (ou seja, o Reino de Clow é o futuro de Tokyo que estava em ruínas), essa pena volta para o corpo de Sakura e com isso Fei Wong alcança seu objetivo de quebrar a lógica do tempo e do espaço para realizar seu sonho que é ressuscitar alguém. Na mesma hora os clones aparecem em sua nova vida, Syaoran original os chamam de mãe e pai revelando que ele é filho do seu clone e do clone de Sakura, por fim as duas Sakuras usando a sua magia conseguem restaurar a lógica e Fei Wong acaba morto por Kurogane. Os clone se transformam em duas penas e "voltam" para os corpos dos originais, pois com a lógica restaurada os dois nunca deveriam ter existido. O Reino de Clow volta ao normal, o rei e a rainha voltam a vida e Sakura fica no Reino de Clow enquanto Syaoran, Fay e Kurogane continuam viajando junto com Mokona com o objetivo de encontrar uma maneira de que um dia os clones voltem à vida. Antes de partirem Sakura revela seu verdadeiro nome, Tsubasa, Syaoran revela ter também o mesmo nome.

### Kurogane
Em japonês: 黒鋼.
Personagem inédito
Kurogane é um ninja a serviço da princesa Tomoyo no Japão medieval. Embora seja fiel a ela e ótimo estrategista, é também um guerreiro impiedoso que mata os inimigos sem pensar duas vezes. Para ensinar-lhe a usar sua força de forma correta, Tomoyo o envia contra sua vontade a Yuuko e lança uma maldição: ele perderá sua força sempre que matar alguém. Mesmo sério e de poucas palavras, Kurogane cria laços de amizade com o grupo e tem uma ótima percepção das habilidades de cada um. Tem um passado trágico e por isso é um tanto ranzinza e desconfiado, detestando pessoas fracas e dependentes (Tendo inclusive um diálogo com Fay no mundo de Outo).
Kurogane nasceu e viveu sua infância, em um castelo, no país Nihon, na província de Suwa, com seu pai, um estimado e poderoso guerreiro, caçador de demônios e sua mãe uma poderosa sacerdotisa que mantinha uma poderosa barreira (kekkai) em volta da região evitando a entrada de demônios. Kurogane aprendeu como lutar com seu pai, sua dedicação ao treinamento tinha como objetivo dominar a técnica especial de seu pái "Hama Ryū-ō Jin", uma poderosa rajada de energia, que ajudaria na tarefa de manter os demônios longe. Ele conseguiu dominar essa técnica alguns anos mais tarde.
Com o passar do tempo, a mãe de Kurogane desenvolveu uma grave doença (tuberculose), a qual ocultou de seu marido e de seu filho, que teve como principal consequência o enfraquecimento da barreira, que por conseguinte contribuiu para o aumento da quantidade de demônios em Suwa. Seu pai fora claramente prejudicado pelo enfraquecimento da barreira, a prova disso foi o fato do mesmo não conseguir derrotar os demônios e acabar extremamente machucado. O mesmo então resolveu valer-se de sua espada mais poderosa a "Ginryuu" para tentar controlar a situação caótica que estava se instaurando na província, sendo assim, acompanhando de um grupo de soldados partiu para a batalha orientando Kurogane a cuidar de sua mãe, seria última vez que o ninja o veria. Sua mãe sentindo-se culpada pela partida do pai de Kurogane, desobedece as recomendações do filho e vai para quarto, onde orava pela manutenção da barreira. Foi então que uma fenda dimensional se abriu e seu peito foi atravessado por uma espada. Kurogane a encontra momentos depois, a tempo de ver o a fenda dimensional e o corpo de sua mãe perfurado pela espada, e acaba tendo um colapso nervoso quando a mesma falece momentos depois. Colapso este que foi agravado ainda mais quando os onis invadem o castelo e na boca de um deles ele visualiza o braço de seu pai segurando sua espada Ginryuu. Em seguida ele com uma expressão vazia, desolada e psicótica ao mesmo tempo, volta a segurar sua mãe em seus braços e investe contra a hoste de demônios matando todos os eles. A série de eventos continua na vida do jovem ninja com a chegada de duas novas figuras, Amaterasu, a Imperatriz de Nihon e Tsukuyomi uma outra sacerdotisa, cujo nome verdadeiro era Tomoyo. Depois de tentativas fracassadas de neutralizar o garoto, por parte de Amataresu, Tomoyo assumiu a situação atacou Kurogane e depois de neutralizá-lo se aproximou do mesmo e com um sorriso no rosto, tapando os olhos de sua mãe, disse ao ninja que chegara a hora de sua mãe finalmente descansar. Kurogane desatou a chorar e depois adormeceu.
Foi levado para o castelo Shirasagi, onde vivia a princesa e partir daí ele se tornou um subordinado da mesma. Com uma cópia da Ginryu, já que verdadeira havia sido enterrada com sua mãe, criada pela pela princesa Tomoyo, Kurogane se tornou o mais poderoso espadachim de Nihon, eliminando todo aquele que lhe parecesse mais forte. Diante desses eventos, percebendo o que Kurogane estava se tornando, uma criatura cruel e inescrupulosa, a princesa resolveu enviá-lo para a feiticeira dimensional, alegando não haver ninguém mais forte que ele em Nihon, sendo assim ele deveria partir em uma jornada como forma de aprendizado. Não obstante ela lhe lança uma maldição: Ele ficará cada vez mais fraco sempre que matar alguém, praguejando contra a princesa Kurogane jurou retornar ao país de Nihon. Já na loja dos desejos de Yuuko, Kurogane pede a feiticeira dimensional para voltar para o Nihon, como pagamento, Yuuko toma-lhe a Ginryu e também o incumbe de acompanhar Syaoran, Fay D. Fluorite e Mokona Modoki em uma missão: Recuperar as penas, as memórias, perdidas da princesa Sakura. No começo a contra gosto, Kurogane, procura não se envolver muito com o grupo, no entanto conforme o tempo vai passando, ele vai se afeiçoando a todos. No mundo de Jadis, Kurogane, depois de ajudar a desmascarar o falso Dr. Kyle Rondart, sugere ao grupo que permaneçam alerta, após o fantasma de Emeraude, avisar a Sakura que havia alguém espreitando a viagem deles.
Seu comportamento muda tanto que, no país de Outo, Kurogane se transforma no mestre de Syaoran, visando ajudá-lo na sua empreitada contra os Oni e na localização da pena perdida naquele país. Kurogane também visava preparar Syaoran para batalhas em outros países futuramente, tanto que no mundo de Shara, o ninja finge estar sob o domínio do Rei Yasha, para lutar e ver o quanto seu discípulo havia evoluído. Ele se motiva ainda mais na busca das penas de Sakura, quando na biblioteca do país de Lecourt, Syaoran ao ter acesso as suas memórias através de um livro, descobre que a espada que atravessara o corpo de sua mãe, ostentava um símbolo semelhante ao dos soldados que haviam invadido o país de Clow. O símbolo era semelhante a de um morcego vermelho.
A maior prova de que Kurogane se importava realmente com seus companheiros vem no país de Tokyo. Nesse arco descobre-se que na verdade Syaoran, nada mais era que um clone, criado por Fei Wong Reed, selado pelo verdadeiro Syaoran. Com a quebra do selo, o clone se transforma em um inescrupuloso caçador de penas, chegando a quase matar Fay arrancando seu olho. A morte de seu companheiro só não aconteceu porque Kurogane, chegou a tempo de impedir o clone de fazê-lo, tendo um pequeno combate com o clone. O verdadeiro Syaoran, ajudado por Xing Huo e da feiticeira dimensional, chega a Tokyo e trava uma batalha contra o clone. Ao perceber que o verdadeiro Syaoran também ostenta o brasão do morcego, Kurogane pergunta a ele o que era aquele símbolo. E ele o responde que se trata do símbolo representante do assassino de sua mãe. O Clone usava a espada Hien, comprada em Outo, e valia-se das técnicas aprendidas com Kurogane, o verdadeiro utilizava técnicas nunca vistas pelo ninja (A espada e as técnicas são as mesmas apresentadas, por Syaoran, em Sakura Card Captors). Kurogane acompanhou a feroz batalha entre os dois, até que num determinado momento o verdadeiro Syaoran consegue a vantagem e prepara-se para o golpe final, No entanto Sakura implorou para que ele não o fizesse, o clone aproveita a deixa, golpeia Syaoran nas pernas e parte para realizar seu objetivo principal: a pena. Depois de recuperar a pena e entregá-la a Sakura o clone se vai com ajuda de Fei Wang. Já livres da ameça do clone, Kurogane então, pede ajuda de Yuuko para salvar Fay. Ela concede o desejo, os vampiros gêmeos propõe-se a ajudar, Kamui dá a Fay seu próprio sangue, impedindo então que ele morresse, durante a fase dolorosa da transformação Kurogane permaneceu com Fay. Depois de Sakura (ela se sentia culpada pelo que havia acontecido a Fay) pagar o preço exigido por Yuuko, a feiticeira finalmente revela quem era aquele que espreitava a viagem deles secretamente e era culpado pela clonagem de Syaoran e pela morte da mãe de Kurogane. Fei Wang Reed. Aquele mago era culpado por tudo que havia acontecido não só no passado dele, mas no dos outros também. Consciente de com quem estava lidando Kurogane fica ainda mais motivado a continuar a viagem e encontrar Fei Wang e matá-lo. Kurogane temeroso, agora se sente motivado a proteger todo o grupo, no mundo de Infinity e Celes ele se torna cada vez mais obstinado em cumprir essa tarefa, tanto que ao deixarem Celes, Kurogane corta o próprio braço para salvar Fay. Ao chegarem em Nihon, princesa Tomoyo comovida com esse gesto, pede a Tomoyo Dadoudji do mundo de Piffle, um braço robótico. Com mais revelações impressionantes sobre o objetivo de Fei Wang Reed, que visa realizar um sonho impossível, segundo Yuuko, e sobre outra clonagem, agora de Sakura, Clone esta que acaba morrendo em um embate entre Syaoran e o clone, Kyle Rondart aparece e leva o corpo de Sakura. Kimihiro Watanuki paga o preço para que Syaoran e os demais possam chegar onde  Fei Wang Reed está. Kurogane, depois da passagem pelos vários mundos, sente-se agora mais decidido do que nunca em acertar as contas com Reed. No entanto, seu objetivo agora não é provar sua força, mas sim proteger aqueles que lhe são importantes.
Ao viajar com Syaoran para onde Fei Wang está, Clow, ele se conscientiza do passado de Syaoran e permanece ao lado do garoto, mesmo sabendo que o ato de Syaoran ao rebobinar o tempo, pode ter sido o precursor de todos os acontecimentos ruins na vida do garoto, tal como a morte de seu pai e de sua mãe. Ele parte para o confronto contra Fei Wang, no entanto nas primeiras tentativas é facilmente repelido e bastante ferido, Kurogane também fica revoltado quando o clone trai Fei Wang e supostamente morre. Tudo parecia perdido, após a destruição da lógica e o desmoronamento do mundo por culpa de Fei Wang, quando ocorre uma reviravolta: o aparecimento dos clones de Syaoran e Sakura que ao combinarem forças com os verdadeiros e Fay conseguiram abrir uma brecha na defesa de Reed e Kurogane, finalmente se vinga atravessando o mago com sua espada. O mago leva consigo os dois Syaoran, Kurogane então permanece junto da princesa e Fye, até que um deles, o verdadeiro, retorne. Exausto Syaoran desfalece e só não se choca contra o chão porque Kurogane o acolhe antes, assim como Fay faz com Sakura, ele carinhosamente o acerta com um soco alegando que já que o outro Syaoran não mais estava ali seria ele quem receberia esse soco servia como forma de demonstrar a satisfação de e a raiva de Kurogane por um Syaoran ter sobrevivido e outro não. Nos dias seguintes Kurogane e Fay conversam sobre o desaparecimento dos clone, a reconstrução imperfeita da lógica e os destinos de Syaoran e Watanuki, sendo que Syaoran teria que continuar a jornada e Watanuki permanecer em um lugar só, sendo os dois a mesma existência a permanência dos dois em um lugar só, mesmo que em um mundos diferentes, seria inconcebível para a lógica do mundo reconstruído. Ele e Fay decidem seguir viagem com Syaoran na busca por um mundo real onde ele, seu clone, e as duas Sakuras possam viver, alegando que quando retornar a Nihon Koku acertará as contas com a princesa.
Apesar de Kurogane não aparecer oficialmente em Chobits, foi utilizado um personagem com os mesmos traços de desenho, evidenciando a presença do personagem anteriormente à Tsubasa. Em japonês, seu nome significa "aço negro".

### Fay D. Flourite
Em japonês: ファイ・D・フローライト.
Também romanizado como Fye ou Phi.
Personagem inédito
Embora está sempre sorrindo o mago Fay tem um passado bastante obscuro, a qual ele evita comentar. Ele deixou seu mundo de origem por ter sido obrigado a selar o rei e viaja pelas dimensões em fuga imaginando que, um dia, ele acordará. Em troca de viajar pelas dimensões, Fay deixou com Yuuko a tatuagem que, segundo ele, era uma das fontes de seu poder. A partir de então, decidiu nunca mais usar a magia nem que isso custe sua própria vida. Está sempre fazendo piadinhas com o nome de Kurogane e com um sorriso divertido que parece esconder seu passado sombrio. Fay tinha um irmão gêmeo, e que a existência dos dois traria desgraça para Ceres (sua terra natal). Como não pode assobiar (pois essa é uma das formas de utilizar a sua magia), quando quer demonstrar supresa apenas faz "Hyuuu". No mangá e na OVA, tem seu olho esquerdo arrancado pelo Clone de Syaoran, e apenas não tem o outro também arrancado porque Kurogane impediu o clone que prosseguisse. Mesmo assim perdeu metade de seus poderes, mas em "compensação" ganhou outro ao ser transformado em vampiro para que não morresse.
Fay sabia de todos os planos de Fei Wong, por isso não queria se envolver com ninguém no princípio, ele possuía duas penas de Sakura uma ele viajou com ela (a pena que ele diz estar na roupa de Syaoran no primeiro mundo que visitam) e uma outra que continha metade do poder mágico de Sakura, na qual Fay transformou em Chii para que ficasse ao lado do rei Ashura até o seu despertar. Foi amaldiçoado por Fei Wong para que matasse alguém que tivesse poderes maiores que ele. É revelado que Sakura sonhou com a maldição sendo ativada logo após pagar o preço pela água em Tokyo, em Infinity Sakura paga com a sua "boa sorte" e a sua perna direita para que ninguém morresse (no sonho ela vê Fay apunhalando Syaoran depois ficando louco, matando os outros e por fim se matando), e para que ela fosse transportada para outro mundo sozinha. Três mundos são conectados em Infinity, Sakura recupera as duas penas que contem sua magia ultrapassando assim a magia de Fay, ativando a maldição no qual ele apunhala Sakura, fazendo com que a alma de Sakura vá para o mundo dos sonhos e seu corpo para Celes. Seu nome real é Yuui, somente é revelado quando ele retorna a Celes junto com Kurogane, Mokona e Syaoran, a fim de resgatar o corpo de Sakura, ele usava o nome Fay por ser o nome do seu irmão gêmeo o qual ele acreditava ter sido morto por sua culpa. É salvo por Kurogane quando sua segunda maldição se ativa, Kurogane paga com seu braço para que Fay possa sair de Celes junto com todos e Fay paga com o restante da sua magia para que Kurogane possa ter um braço artificial, antes de irem para o Reino de Clow.
No Brasil, o nome de Fay foi adaptado para 'Phi', sem uma razão aparente.

### Mokona Soel Modoki
Em japonês: モコナ ソエル.
Também chamado de Mokona Branco.
Mangá/Animê de origem: Guerreiras Mágicas de Rayearth
O bichinho fofo que possibilita a Kurogane, Fay, Syaoran e Sakura viajar por outros planos foi criado pela feiticeira Yuuko Ichihara e pelo mago Clow Reed, que haviam previsto os acontecimentos. O Mokona Branco tem várias habilidades desconhecidas, reveladas ao longo da série, e pode comunicar-se com Yuuko através do Mokona Preto ou Larg (ラーグ Rārugu). Junto com Fay, O companheiro do grupo está sempre fazendo piadas com o sério Kurogane, e os acompanha tentando ajudá-los a detectar as penas de Sakura. Mokona é uma cópia do original de Guerreiras Mágicas de Rayearth o qual tem poder para atravessar dimensões e criar mundos diferentes.

### Yuuko Ichihara
Em japonês: 壱原侑子.
Mangá/Animê de origem: xxxHOLiC
A feiticeira capaz de cruzar as dimensões é uma personagem misteriosa com poderes mais misteriosos ainda, similares aos poders de Clow Reed. É a ela que recorrem, simultaneamente, Syaoran, Fay e Kurogane, cada um com seu desejo particular. Yuuko já tinha previsto esse encontro e manteve tudo preparado para recebê-los. Em sua loja de desejos só entram pessoas que realmente precisem da ajuda de Yuuko, mas por todo benefício oferecido por ela deve ser pago o preço justo. No fim do mangá Tsubasa Reservoir Chronicle, revela que seu tempo foi congelado por Clow Reed no momento da sua morte, Clow desejou por um instante que ela continuasse viva e seu poder era tão grande que o tempo de Yuuko foi congelado. É revelado que o antagonista Fei Wong Reed é o desejo de Clow de manter Yuuko viva que se materializou, e tenta de qualquer maneira quebrar a lógica do tempo e do espaço para traze-la de volta. Sempre diz que "esse sonho tem que acabar" se referindo ao desejo de Clow (Fei Wong) que deve ser impedido. A morte de Fei Wong Reed representa o fim da sua vida, já que este "desejo" é que a mantém viva.

### Clow Reed
Em japonês: クロウ・リード, Kurō Rīdo
Mangá/Animê de origem: Card Captor Sakura
Clow Reed é mencionado por Yuko frequentemente. Eles parecem ter trabalhado em conjunto para o mesmo evento que Yuuko sempre fala: "o dia em que tem que vir." Para isso, ambos criaram os Mokonas (o que implica que eles haviam encontrado o "Real" Mokona de Cephiro). Fei Wong Reed também menciona Clow com bastante frequência, e ele também é um descendente de Clow. Fei Wong considera ele e Yuuko como interferências nos seus assuntos. Fei Wong constantemente menciona que ele quer realizar um desejo, que é trazer alguém de volta a vida. Yuko afirma que isto não é possível, e isto foi provado pelo próprio Clow.
Na linha de tempo alterada, Clow é o Rei do Reino de Clow e pai de Touya e Sakura. Pouco se sabia sobre ele, pois ele morreu antes de o enredo começar. Ele permitiu a escavação das ruínas pelo arqueólogo Fujitaka, e permitiu que seu filho adotivo (Syaoran clone) estivesse perto de sua "filha", a princesa Sakura, para que o menino pudesse se abrir. Clow é possuidor de um grande poder, prevendo o futuro, Clow cria maneiras para interferir nos planos de Fei Wong Reed. Ele também ensinou Yukito seus conhecimentos de magia. O Clow de Tsubasa e de Card Captor Sakura são a mesma pessoa.
É revelado que Fujitaka era o Rei original do Reino de Clow, e também o pai de Sakura e Touya. Watanuki de xxxHolic também compartilha uma semelhança com Clow Reed, dando a entender que eles podem estar relacionados. Isto foi confirmado no capítulo 201, quando é revelado que Watanuki nasceu para preencher o vazio que Syaoran criou com o seu desejo de voltar no tempo, Yuko também diz que Watanuki se assemelha Clow quando era mais jovem e que tais acontecimentos foram previstos por Clow. Syaoran também é um descendente de Clow Reed através de seus pais, Sakura e Shoran Li (os clones). A razão pela qual Clow Reed tem essa relação não é sanguínea, mas sim porque ele pagou com sua magia para reviver Syaoran clone, tornando-se, assim parente dele.
Clow Reed desejou que Yuuko permanecesse viva no momento de sua morte. Assim Yuuko foi congelada e seu tempo foi parado. Assim começou a distorção no tempo e no espaço, Fei Wong Reed é fruto dos poderes de Clow que ultrapassaram o limite do possível. Clow viu o futuro, os planos de Fei Wong e como tudo seria mudado por causa do seu desejo. Assim, ele "deixou para trás" aqueles que mais amava e foi para o Reino de Clow (o mais provável que sejam Yue e Cerberus) depois morreu e reencarnou em Eriol e Fujitaka de Cardcaptor Sakura. Com o tempo rebobinado, Nadeshiko, a mãe de Sakura, morreu; enquanto Fujitaka tornou-se um arqueólogo que mais tarde se tornou o pai de Syaoran clone. Clow Reed foi para o Reino de Clow para preencher esse vazio, tornando-se o novo rei de Clow e o pai de Sakura e Touya. A loja de Yuuko foi criada para amenizar os desastres que Clow viu que aconteceriam e para interferir nos planos de Fei Wong Reed.

### Touya Kinomoto
Em japonês: 桃矢.
Mangá/Animê de origem: Card Captor Sakura
Irmão mais velho de Sakura e Rei do país de Clow após a morte do pai. Protetor, mesmo que não admita, ele odeia a ideia de perder sua irmãzinha para Syaoran. A princípio, não gosta de Syaoran, mas acaba cedendo perante o fato de que somente o garoto pode salvá-la. O grupo frequentemente encontra outras versões de Touya em suas viagens pelas dimensões, com outra vida, mas a mesma aparência e a mesma alma.

### Yukito
Em Japonês: 雪兎.
Mangá/Animê de origem: Card Captor Sakura
Sacerdote do reino de Clow e fiel companheiro do Rei Touya. Ele tem poderes semelhantes aos de Yuuko, podendo prever em linhas gerais o futuro e ler as mentes. É o conselheiro do rei, e prevê uma ligação muito forte entre Syaoran e a princesa Sakura e por isso os envia à feiticeira Yuuko quando a garota perde suas memórias. Nas outras dimensões, Yukito também aparece, sempre em sua função de auxiliar de Touya de alguma maneira.

### Fei Wang Reed
Em japonês: 飛王.
Personagem inédito
Parente do poderoso mago Clow Reed é o Principal antagonista da série. Tem como objetivo realizar um sonho, não importando os métodos que tenha a vir que utilizar, nem a quantidade de sangue que tenha a vir a derramar para torná-lo realidade.
Ichihara Yuuko, a feiticeira dimensional, assim como Clow, afirma que o desejo de Fei Wang é impossível de realizar. No entanto, muito obstinado, o mago acredita que conseguirá concretizá-lo se valendo das ruínas do país de Clow e das memórias do corpo de Sakura, que se formaram quando a mesma viajou por diversos países (dimensões) para recuperar suas penas (As penas nada mais eram que memórias do coração da própria Sakura). Isto é, Fei Wang não quer as penas de Sakura como se acreditava no começo, separá-las do corpo de Sakura fazia parte de seu plano, fazer Sakura viajar por dimensões e assim angariar novas memórias em seu corpo. Adicionalmente, Fei Wang planejou tudo para que o clone Shoran Li, Kurogane e Fye D. Fluorite a acompanhassem para protegê-la e fizessem do seu plano um sucesso. Fei Wang também manipulou, por um determinado tempo, até o país de Shara, o destino do grupo de Syaoran, orientando, por vezes, os habitantes locais a utilizarem as penas de Sakura em benefício próprio. Quer dizer, o grupo só visitava locais desejados por ele e ainda, na maioria das vezes, precisava lutar com os nativos pela pena.
Não obstante é responsável também, direta ou indiretamente, pela clonagem de Syaoran e Sakura, pela perda do olho de Fay para o clone de Syaoran, pela morte da mãe de Kurogane, pela morte de Kyle Rondart e XIng Huo e pela morte dos clones de Syaoran e Sakura, além da invasão do mundo Clow e da tortura psicológica com os irmãos Fye e Yuui e das maldições sobre Yuui, a qual envolveram a tentativa de assassinato de Sakura e a destruição de Celes. A viagem dos quatro, Syaoran, Sakura, Fay e Kurogane só aconteceu por articulações de Fei Wong no passado de cada um. Como um meticuloso e discreto manipulador, todos os eventos, que alteraram, de algum modo, a vida e ou o modo de pensar e de agir de alguma das personagens estão diretamente ligados a ele.
O Desejo de Fei Wang, seria quebrar a lógica temporal e por conseguinte poder reverter a morte. Para isso se valeu de um ardiloso plano, primeiramente lançou uma maldição de morte sobre a princesa de Clow Sakura. Syaoran incapaz de impedir essa maldição, por hesitar ao agarrar a mão da princesa quando a maldição envolvia seu corpo, e incapaz também de aceitar a morte da princesa, implorou para que aquele momento, da morte de Sakura não acontecesse não acontecesse, a mãe de Sakura, uma sacerdotisa poderosa então congela o tempo dando a Syaoran a oportunidade de mudar o futuro. Surge Fei Wang e o envia até a feiticeira das dimensões que concede a ele a oportunidade de rebobinar o tempo, desfazendo seu erro ao hesitar em salvar Sakura da maldição, a partir desse desejo acontece uma distorsão no tempo e na realidade e surge Watanuki Kimihiro, uma existência criada a partir do próprio Syaoran, Fei Wang então o aprisiona e cria dois clone para dar segmento aos seus planos, após amaldiçoar novamente a princesa de Clow novamente fazendo com que perdesse suas memórias e estas se espalhassem na forma de penas por diversos países, ele criou um clone de Sakura de forma a angariar não só as memórias da verdadeira princesa, mas também memórias dos mundos visitados, o segundo clone foi de Syaoran, sua tarefa seria encontrar e devolver as penas a princesa, independente de qualquer coisa. Com as memórias da princesa e a repetição do momento a qual Syaoran hesitou permitiram a Fei Wang quebrar a lógica temporal e trazer de volta a vida, como uma vez desejou Clow Reed, a Feiticeira dimensional e por sua vez superá-lo.
Tudo segue da maneira como o mago espera, até que o Syaoran verdadeiro e os outros descobrem onde Fei Wang está, no país de Clow e resolvem partir para o confronto final, ao chegarem nas ruínas começa o embate com o poderoso mago, nesse conflito morrem, num primeiro momento, o clone de Syaoran (que na verdade segue com vida e se torna pai do Syaoran verdadeiro) e Kyle Rondart, já que Fei Wang altera sua aparência fazendo com que os dois tenham a mesma forma. O Momento a qual Syaoran havia hesitado então chega e dessa vez ele agarra a mão de Sakura, esse completa o plano de Reed, ao reverter a morte em conjunto com as memórias de todos os países o mundo perde sua lógica e então começa a desmoronar, nesse meio tempo Fei Wang enfrenta a verdadeira Sakura e o verdadeiro Syaoran em uma batalha com poderes mágicos e depois tenta os absorver para dentro de um tubo (Primeira cena do Mangá e do anime) para poder finalmente concretizar seu desejo. No entanto os clones interferiram e acabaram os quatro dentro do tubo, irritado Wang alega que apagará a existência inferior dos clones de todas as dimensões. No entanto o poder das duas Sakura, desconhecido por Reed, permitia as duas atravessar dimensões, com esse poder ambas tentam escpar de lá, Fei Wanga alega que a lógica já estava quebrada, sendo aquela ação portanto inútil, ainda sim as duas Sakuras e os dois Syaoran persistem, o mago tenta detê-los no entanto o poder dos dois Syaoran combinado com o de Fye o neutraliza e Kurogane o atravessa com sua espada. Antes de perecer, desaparecendo na forma de fragmentos, Fei Wang alega que ele e Syaoran eram iguais, pois haviam cometido o mesmo pecado, o desejo de reverter a morte, portanto ele devia pagar o preço, ele lança uma última maldição lançando os dois Syaoran em um vazio fora do mundo que após a morte do mago, voltava a sua ordem natural. Os dois Syaoran encontram nesse espaço Watanuki Kimihiro, o clone resolve se sacrificar de forma a qual Watanuki e o Syaoran verdadeiro possam sair dali, ele se transforma em uma pena que abre uma fenda dimensional, os dois tentam sair, mas Fei Wang, na forma de uma sombra alega que não puderam sair enquanto o preço não for pago, eles entregam a pena como pagamento e conseguem sair dali, estando livres por fim da ameaça de Fei Wang Reed. No epílogo do mangá Fay diz à Kurogane que Fei Wang provavelmente era o clone de algum sentimento ou algum desejo de um mago poderoso, podemos relacionar ao fato deste clone ser algum desejo ou sentimento de Clow.

### Xing Huo
Em japonês: 星火.
Personagem inédito
É a assistente de Fei Wong, que comumente aparece ao lado dele discutindo seus planos. Não se sabe muito sobre ela, além do fato de Fei Wong considerá-la uma "criação que falhou", quer dizer, Xing Huo também é um ser humano artificial (clone). Essa afirmação de Wang sobre Huo se dá a partir dos eventos da libertação do verdadeiro Syaoran. Quando Syaoran escapa da prisão mágica criada por Reed, Xing Huo o ajuda e o envia para loja de Yuuko, a feiticeira dimensional. Isso provoca a ira de Fei Wong, uma vez que, o clone de Syaoran permanecer junto a Sakura, seria muito mais vantajoso para ele. Principalmente naquele momento (País de Tokyo - batalha no subterrâneo da prefeitura) em que o selo, colocado pelo verdadeiro Syaoran, havia perdido seu efeito e o clone acabara por se tornar um inescrupuloso caçador de penas. Ela é morta por Fei Wong, que usa a mesma espada, que outrora, usara para matar a mãe de Kurogane. Uma conexão entre ela e Clow Reed parece certa já que ao ajudar Syaoran ela usou a expressão de Clow "O sonho deve terminar", sem contar que também é capaz de usar magia. Depois de matá-la Wong alega que considera a traição como algo inerente a Xing Huo devido às suas origens. Acredita-se que suas "origens" possam estar na feiticeira dimensional, quer dizer, Xing Huo seria um clone de Yuuko.

### Kyle Rondart
Em japonês: カイル＝ロンダート.
Personagem inédito
Apareceu pela primeira vez no país de Jade como um médico que estava ajudando a aldeia na resolução do caso das crianças que estavam desaparecendo. Apesar de parecer ser bom, Na verdade era ele que, através de hipnose, mandava as crianças para o velho castelo, objetivando que as mesmas trouxessem para ele a pena Sakura. Depois ser dado como morto no desabamento do castelo, ele reaparece no país de Piffle (sendo também revelado ao leitor que Rondart nada mais é que um agente de Fei Wong.) e depois várias vezes no decorrer da série, seguindo o grupo de Syaoran até o país de Kurogane, Nihon, onde, por ordem de Fei Wong, ele sequestra o clone de Sakura. Quando o grupo de Syaoran consegue chegar onde Wong está, visando matá-lo, Kyle acaba morrendo em seu lugar. Após sua morte, Fei Wong, com desprezo afirmar se tratar de mais um ser artificial.

### Syaoran Clone
Em japonês: 小狼.
Mangá/Animê de origem: Card Captor Sakura
A primeira metade da série gira em torno da busca de Syaoran para salvar Sakura viajando através de mundos alternativos para coletar as penas que formam o coração de Sakura. Syaoran é carinhosamente protetor de Sakura em sua jornada, e faz de tudo para manter ela e suas penas seguras. Apesar do fato de que Sakura não se lembra dele, ela acaba se apaixonando de novo.
Quando o selo em seu olho direito quebra, a personalidade de Syaoran muda de bondoso e alegre para frio e indiferente. Ele só se preocupaem coletar penas e vai fazer o que for preciso para obtê-las, inclusive ferir aqueles que cuidam dele. Kakyo e Seishiro comentam que ele ignora a dor do corpo e do coração, a fim de alcançar seu objetivo, o que o torna incrivelmente forte, mas terrivelmente cruel. Ele é posteriormente retratado como uma figura sem emoção coberto de sangue enquanto ele está na sua busca devastadora dos mundos que ele facilmente destrói por penas.

## Locais

### Reino de Clow
O Pais de Origem de Sakura e Syaroan. É um grande deserto, com ruínas em forma de asas próxima. É governado por Touya com a assistência do sumo-sacerdote Yukito, Sakura é a princesa e irmã mais nova de Touya, ambos filhos de Clow. Syaoran é o arqueólogo da região, substituindo seu pai. Durante as escavações no templo, Sakura é levada para lá por uma força misteriosa, até o símbolo estranho que Syaoran encontrou, e lá perde suas penas. Todo o lugar é cercado por misteriosos soldados de preto de Fei Wong e para salvar Sakura e Syaoran, enquanto Touya luta, Yukito manda os dois para Feiticeira Dimensional, Yuuko. No mangá é revelado que o país de Clow é o antigo Tokyo e que as ruínas eram dois prédios resistentes.

### República de Hanshin
É baseada no Japão atual. É o primeiro lugar onde o grupo vai. Todas as pessoas de lá tem um Kudan, uma força mística que existe dentro delas. Eles caem bem no meio de uma briga entre duas gangues que usam Kudan uma contra a outra. Durante o teleporte, tanto Syaoran quanto Kurogane e Fay recebem um Kudan temporariamente, durante essa briga, o kudan de Syaoran se revela e ele luta contra Shougo, líder da gangue vencedora. Fay encontra uma pena presa na roupa de Syaoran. Lá, eles conhecem Masayoshi, um garoto com Kudan que se acha fraco, que os ajuda. Depois da luta, eles encontram um lugar para dormir, mas no dia seguinte, Kurogane é atacado por Kanio, líder da gangue perdedora, e graças ao seu Kudan temporário, o derrota.
Logo depois, Sakura acorda e vai atrás de sua pena sozinha, encontrando Kanio e depois Shougo, despertando o melhor nos dois. No dia seguinte, Masayoshi e Mokona são sequestrados e Syaoran, Kurogane e Fay descobrem que precisam de Mokona para se comunicar. Eles encontram os dois sequestrados em um castelo antigo, junto com Primera-chan, uma cantora famosa que quer a atenção de Shougo, e achou que Masayoshi era Syaoran. Durante a luta de Fay e Primera, o castelo desaba, ponde Mokona, Primera e Masayoshi em risco.
Durante a luta de Shougo e Syaoran, o castelo começa a realmente cair, e Masayoshi, tomado pelo desejo de ser forte, salva Primera, por isso, seu Kudan cresce de forma impressionante, e descobrem que a pena estava com ele o tempo todo. Syaoran consegue derrotar o kudan de Masayoshi e salvar a cidade do ataque dele, recuperando a pena daquele mundo.

### Pais de Koryo
O segundo mundo visitado, imita a Coreia Feudal. Lá, caem em uma cidade sobre a tirania de um governador malvado que há um ano atrás, encontrou a pena de Sakura e tomou o poder. Eles são atacados pelo filho do tirano, e salvos por Chunyan, uma garota que perdeu a mãe durante a revolução falha contra o tirano Ryanban. Ela os da uma casa, que logo é atacada pelo Hijutsu, o poder misterioso daquele pais. Sakura é eleita como a filha favorita de deus, sendo considerada extremamente sortuda e amada. E todos consideram necessária uma revolução. Syaoran quebra a barreira no castelo, mas para isso, Fay abriu mão de seu cajado para Yuuko. Fay, Syaoran e Kurogane ajudam a revolução, mas por insistência de Sakura, Chunyan, fica por mais tempo. Sakura mostra como Chunyan pode usar seu próprio Hijutsu, e mostra estar possuída pelo espírito da mãe de Chunyan, ela a dá um espelho que pode usar como amplificador de Hijutsu. As duas são surpreendidas por um aldeão que, durante a invasão no castelo, foi possuído por Ryanban.
Enquanto isso, os 3 no castelo são surpreendidos por Kiishimu, uma feiticeira rival da mãe de Chunyan. Ela leva os 3 para outra dimensão, onde os ataca com bolhas ácidas. Fay descobre um jeito de tirar Syaoran de lá, e, junto com Kurogane, o tira de lá, enquanto os dois derrotam Kiishimu. Lá fora, Syaoran encontra o filho do tirano, que por causa do poder do seu pai, ganhou super-força, mas é derrotado por Syaoran. Fay e Kurogane derrotam a feiticeira e continuam seu caminho. Syaoran finalmente encontra o Ryanban, mas ele hipnotizou todos os aldeões e mostra Sakura e Chunyan presas e reféns, mas Syaoran percebe o truque e descobre que as duas são ilusões. Chunyan aparece junto com Sakura, e usando seu espelho amplificador, tira todos da hipnose, e eles pegam a pena de volta. Chunyan está prestes a se vingar, quando Syaoran a faz mudar de ideia, mas do mesmo jeito, Kiishimu aparece e sequestra o Ryanban, planejando sua vingança. No final, os miteshus, enviados do governo geral, chegam e restauram a paz na cidade. Chunyan influência os moradores a aceitarem uma política sem superiores, mas todos trabalhando juntos. Assim, Sakura e os outros vão embora.

## Crossovers
Principais crossovers:
| Maru e Moro | Chii                           | Clow Reed      | Arashi                                                | Ashura      | Blanchet | Eagle   |                                              |                                             |                                           |
| Watanuki    | Hibiya                         | Fujitaka       | Fuuma                                                 | Ashura-oh   | Hikaru   | Geo     |                                              |                                             |                                           |
| Yuuko       | Kotoko                         | Sakura         | Kamui e todos como so sete dragões da terra e do céu. | Kendappa-ou | Icchan   | Mokona  |                                              |                                             |                                           |
|             |                                | Syaoran        | Seishirou                                             | Ryuuou      | Kaede    | Lantis  | Hikaru (Lucy na dublagem e mangá brasileiro) | Umi (Marine na dublagem e mangá brasileiro) | Fuu (Anne na dublagem e mangá brasileiro) |
|             | Sumomo                         | Tomoyo         | Kusanagi                                              | Souma       | Sai      | Caldina | Primera                                      |                                             |                                           |
|             | Nadeshico (Aparece no epilogo) | Kero           |                                                       | Subaru      | Yasha-oh |         | Emeraude-hime                                |                                             |                                           |
|             |                                | Touya e Yukito | Yuzuriha                                              |             |          |         |                                              |                                             |                                           |
|             |                                |                | Sorata                                                |             |          |         |                                              |                                             |                                           |

## Mangá
Os capítulos do mangá de Tsubasa: ReserVoir CHRoNiCLE foram lançados quase semanalmente na Shonen Magazine, desde Maio de 2003, com pausas de uma semana ou duas quando alcançava um número de páginas suficientes para ser publicado um tankōbon (ou volume). Cerca de quatro por ano, os tankōbons foram lançados desde 12 de Agosto de 2003, pela editora Kodansha, a mesma que publica a revista. Foram lançadas também edições especiais dos volumes (que não são limitadas), também conhecidas como versão Deluxe, com cada capa ilustrada por um personagem. É uma edição que contém páginas coloridas de maior qualidade gráfica e de tamanho do que o "tankōbon" original, além de vir com brindes como cartões e/ou postais. É o mais longo mangá do grupo CLAMP até ao momento, ultrapassando mesmo os 18 volumes de X/1999, e pode ser considerado um sucesso, tendo estado sempre nas listas de mais vendidos no Japão.
O mangá terminou no dia 7 de Outubro de 2009. Nesta data, saiu o último capítulo, na verdade um epílogo, o capítulo 233, do volume 28, chamado de Tokubetsuhen.
No Brasil, o mangá começou a ser publicado bimestralmente em 2006 pela Editora JBC, se revezando com a publicação de xxxHOLiC. A partir de 2008, a sua periodicidade foi alterada passando a ter publicações mensais (um mangá por mês). O formato dos mangás lançados no Brasil são normalmente metade de um volume (meio-tankōbon), logo no Brasil existirão o dobro de mangás. O número de páginas costumam variar entre 75 a 110, exatamente para seguir a sequência dos capítulos.
Em 16 de Julho de 2014,a CLAMP anunciou uma continuação direta do mangá que foi publicada em 20 de Agosto de 2014 titulada de Tsubasa World Chronicle, que se passaria depois dos acontecimentos do último volume de Tsubasa RESERVoir Chronicle.

## Outras mídias

### Anime
Tsubasa teve uma adaptação para anime chamado Tsubasa Chronicle (ツバサ・クロニクル, Tsubasa Kuronikuru; Crônica das Asas / Crónica das Asas). Foi produzido pelo estúdio BeeTrain e dirigido por Koichi Mashimo. A trilha sonora ficou a cargo da cantora e compositora Yuki Kajiura. O anime foi ao ar no canal NHK, todos os sábados às 18h30.
Teve duas temporadas com 52 episódios ao todo.
- Primeira Temporada: Os episódios 1-26 foram ao ar de 9 de Abril de 2005 a 15 de Outubro de 2005;
- Segunda Temporada: Os episódios 27-52 foram ao ar de 29 de Abril de 2006 a 4 de Novembro de 2006

O anime é dividido em 2 temporadas, totalizando 52 episódios (26 para cada temporada). No final da 2.ª temporada, foram adicionados alguns fillers, e a partir do final do episódio 42, o anime não segue o enredo do mangá. A produção do anime foi cancelada, pois os produtores da NHK decidiram que a parte que segue o mangá era muito violenta, já que o anime era exibido às 18h e destinado às crianças em um canal educativo do governo.
Em Portugal, o anime foi exibido no canal Animax, pela última vez, entre Novembro de 2009 e Fevereiro de 2010. Actualmente, o anime está a ser emitido no canal Panda Biggs, desde o dia 1 de Junho de 2010, com dobragem em português.

### Filme
Gekijōban Tsubasa Kuronikuru Torikago no Kuni no Himegimi (劇場版 ツバサ・クロニクル 鳥カゴの国の姫君, Tsubasa Chronicle - O Filme: A Princesa do País da Gaiola) estreou nos cinemas Japoneses em 30 de Agosto de 2005 e foi lançado em DVD no dia 25 de Fevereiro de 2006. O filme tem um crossover com xxxHOLiC - O Filme: Sonhos de uma Noite de Verão e por esse motivo eles foram lançados simultaneamente.
A história é inédita (não é uma adaptação do mangá) e se passa em um país onde todos os habitantes são acompanhados por aves. Shoran, Sakura, Fay e Kurogane conhecem a Princesa Tomoyo, que perdeu a voz após o sequëstro de seu companheiro, Laifan, pelo Rei, dono de misteriosos poderes vindos de uma pena.
Os seiyuus são os mesmos do anime com exceção de Sakura que é dublada por Yui Makino no filme. O filme não representa nenhum acontecimento importante para a sequência da história, podendo ser comparado a um episódio normal. A abertura é cantada por Kotani Kinya (que também canta as aberturas do anime) e o encerramento por Yui Makino.

### OAD
Tsubasa - TOKYO REVELATIONS ([ツバサ TOKYO REVELATIONS] Erro: {{japonês}}: o texto tem marcação itálica (ajuda), Tsubasa - Revelações de Tokyo) é uma série de três OADs (ou OVA) baseada nos acontecimentos do Arco de Tokyo (Capítulo 107 ao 135, volume 21 ao 23 do mangá). Ao contrário do filme, os OADs são essenciais para a história, pois retratam a parte mais importante dela até agora, onde ocorrem diversas revelações, como o próprio título diz, que mudam completamente o seu curso.
Não foram produzidos pelo BeeTrain, mas sim pela Production I.G (que também fez o filme e o anime de xxxHOLiC) e tem o roteiro escrito por Ageha Ohkawa, a integrante da CLAMP responsável pelas histórias dos mangás, e direção de Shunsuke Tada (que dirigiu o OVA de The Prince of Tennis). São os mesmos seiyuus do anime e o tema de abertura será cantado por Yui Makino(a seiyuu de Sakura) e o de encerramento por Maaya Sakamoto. Cada OAD tem 25 minutos.
Estava prevista uma terceira temporada do anime, que seria lançada em Abril daquele ano, porém a NHK considerou o seu enredo muito violento, e cancelou a produção, o que gerou vários protestos de fãs em frente ao prédio da emissora. Porém, o grupo CLAMP anunciou a produção de três OADs intitulados Tsubasa Tokyo Revelations, que foram lançados em DVD no Japão, entre Novembro de 2007 e Março de 2008, contando os fatos ocorridos em "Acid Tokyo".
Outros dois OADs foram produzidos em Março de 2009 intitulados Tsubasa Shunraiki. Após os eventos do arco de "Acid Tokyo" pulam-se dois arcos, "Infinity" e "Ceres", e este cobre a saga de "Nihon", terra natal de Kurogane.
Os lançamentos ocorrerão da seguinte forma:
- Majutsushi no Dengon (魔術師の伝言, A Mensagem do Mago).

Primeiro DVD, lançado em 21 de Novembro de 2007, com o volume 21 do mangá. (veio com um box para os DVDs e uma ilustração inédita)
- Shounen no Migime (少年の右目, O Olho Direito do Garoto).

Segundo DVD, em 17 de Janeiro de 2008, com o volume 22 do mangá.
- Himegimi no Mita Yume (姫君の視た夢, O Sonho Visto pela Princesa).

Terceiro DVD, em 17 de Março de 2008, com o volume 23 do mangá.
Em 2009 foram lançados 2 novos OAD's intitulados Tsubasa-Shunraiki,que contam as aventuras do arco Nihon no Mangá.

## Músicas e temas
Abertura
- Primeira Temporada - Blaze cantada por Kotani Kinya
- Segunda Temporada - IT'S cantada por Kotani Kinya

Encerramento
- Primeira Temporada - Loop (ループ, Ruupu) cantada por Maaya Sakamoto
- Segunda Temporada - Jet Waiting for a Good Wind (風待ちジェット, Kazemachi Jetto) cantada por Maaya Sakamoto

Trilha Sonora de Tsubasa Tokyo Revelations
Abertura
- Synchronicity cantada por Yui Makino

Encerramento
- Saigo no Kajitsu cantada por Maaya Sakamoto

Trilha Sonora de Tsubasa Shunraiki
Abertura
- Sonic Boom cantada por Maaya Sakamoto

Encerramento
- Kioku no Mori cantada por Fictionjunction Yuuka

## Dublagem

### Dublagem japonesa
Lista de seiyuus do anime e seus personagens na versão original japonesa:
| Personagem       | Seiyuu              | Personagem        | Seiyuu            |
| ---------------- | ------------------- | ----------------- | ----------------- |
| Syaoran          | Miyu Irino          | Sakura            | Yui Makino        |
| Kurogane         | Tetsu Inada         | Fay D. Flourite   | Daisuke Namikawa  |
| Mokona           | Mika Kikuchi        | Touya             | Shinichiro Miki   |
| Yukito           | Megumi Ogata        | Clow              | Yu Mizushima      |
| Fujitaka         | Tokuyoshi Kawashima | Chi               | Kaori Nazuka      |
| Tomoyo           | Maaya Sakamoto      | Souma             | Yūko Kaida        |
| Yuuko Ichihara   | Sayaka Ohara        | Watanuki Kimihiro | Jun Fukuyama      |
| Fei Wang Reed    | Kazuhiro Nakata     | Xing Huo          | Sanae Kobayashi   |
| Shougo           | Nobuyuki Hiyama     | Masayoshi Saitō   | Fujiko Takimoto   |
| Kanio            | Toshiharu Sakurai   | Sorata            | Akio Suyama       |
| Arashi           | Akiko Hiramatsu     | Primera           | Hisayo Mochizuki  |
| Chun Hyang       | Shizuka Itō         | Tambal            | Chikao Ohtsuka    |
| Bulgal           | Hideyuki Umezu      | Kishimu           | Masako Katsuki    |
| Kyle Rondato     | Mitsuru Miyamoto    | Grossum           | Masaki Terasoma   |
| Emeraude-hime    | Sumi Shimamoto      | Kiefer            | Hiroshi Kamiya    |
| Charme           | Megumi Toyoguchi    | Yuzuriha Nekoi    | Chiemi Chiba      |
| Kusanagi Shiyu   | Shiro Ishimota      | Eiry              | Marika Hayashi    |
| Ryouu            | Junko Minagawa      | Caldina           | Yu Asakawa        |
| Oruha            | Saeko Chiba         | Seishirou         | Hiroki Touchi     |
| Charme           | Megumi Toyoguchi    | Sumomo            | Ai Shimizu        |
| Kotoko           | Noriko Shitaya      | Chitose           | Chieko Honda      |
| Nokoru Imonoyama | Kumiko Higa         | Suou Takamura     | Ayumi Hinematsu   |
| Akira Ijuin      | Akiko Nakagawa      | Suzuran           |                   |
| Karen-Dayu       | Maya Okamoto        | Yuzuriha Nekoi    | Chiemi Chiba      |
| Souseki          | Tetsuya Iwanaga     | Yasha-ou          | Yasunori Masutani |
| Kumara           | Kunihiko Yasui      | Pai de Kurogane   | Tsutomu Isobe     |
| Mãe de Kurogane  | Sakiko Tamagawa     | Amaterasu         | Hiroko Kasahara   |
| Kerberus         |                     | Chaos             | Kensyou Ono       |

Os personagens de xxxHOLiC que aparecem em Tsubasa possuem os mesmos dubladores, assim como o personagem Kerberus, que é dublado por Aya Hisakaw em Tsubasa e Card Captor Sakura